# Steinfurt

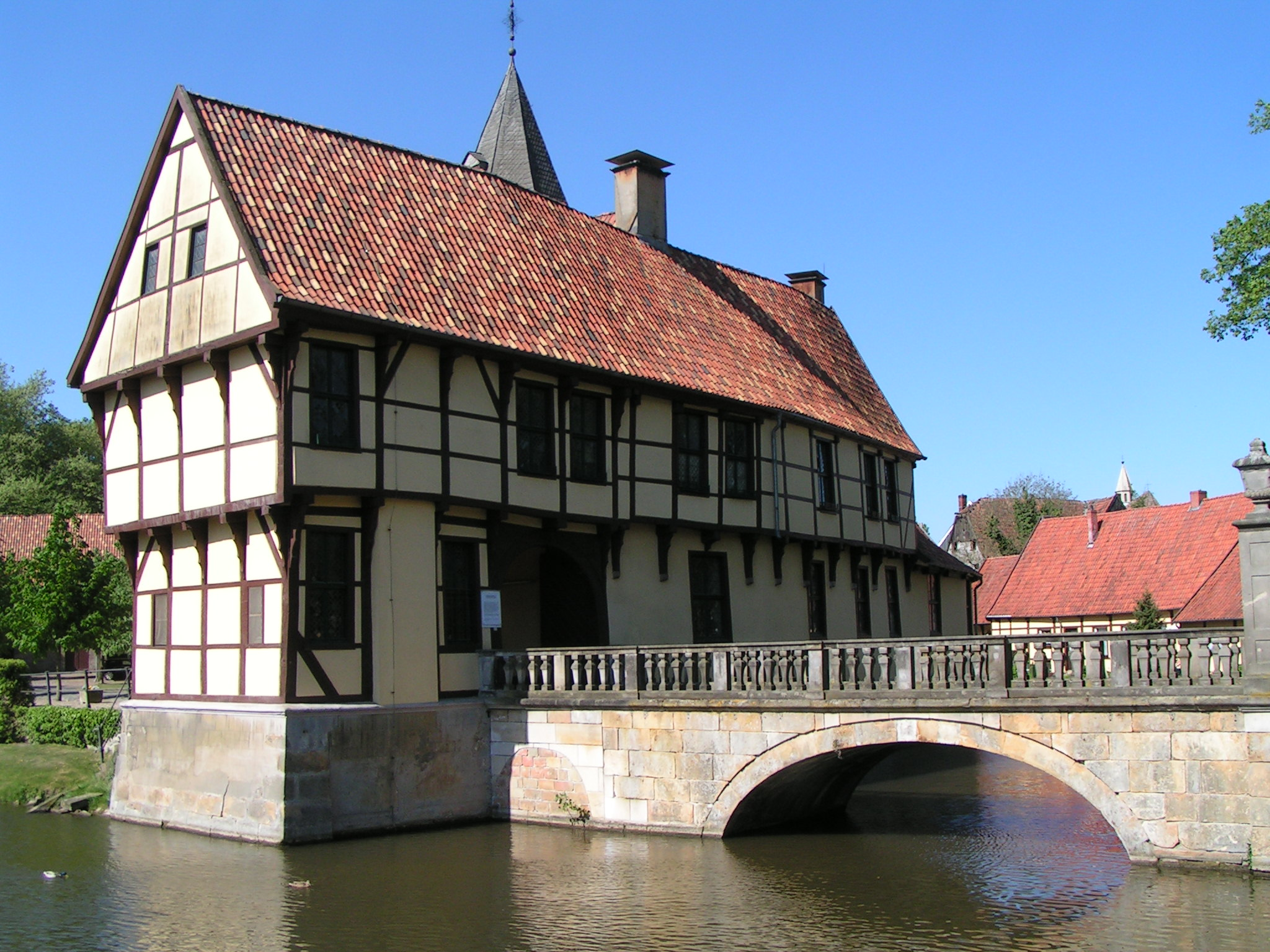
Poarta castelului din Steinfurt

Steinfurt este o localitate în districtul rural Steinfurt, landul Renania de Nord - Westfalia, Germania.
1. ↑  Alle politisch selbständigen Gemeinden mit ausgewählten Merkmalen am 31.12.2018 (4. Quartal) (în germană), Statistisches Bundesamt[*], arhivat din original la 10 martie 2019, accesat în 10 martie 2019